# Justine Lavit
Justine Lavit (Tarbes, 19 de julio de 2006) es una deportista francesa que compite en gimnasia rítmica, en la modalidad de conjuntos.
Ganó una medalla de plata en el Campeonato Europeo de Gimnasia Rítmica de 2025, en la prueba de 5 con cinta. Participó en los Juegos Olímpicos de París 2024, ocupando el sexto lugar en la prueba de conjuntos.

## Palmarés internacional
| Campeonato Europeo | Campeonato Europeo | Campeonato Europeo | Campeonato Europeo |
| Año                | Lugar              | Medalla            | Prueba             |
| ------------------ | ------------------ | ------------------ | ------------------ |
| 2025               | Tallin (Estonia)   | Medalla de plata   | 5 con cinta        |